# T. Erdélyi Ilona
T. Erdélyi Ilona (Komárom, 1926. december 27. –) magyar irodalomtörténész, egyetemi tanár. Az irodalomtudományok kandidátusa (1975), az irodalomtudományok doktora (1995). Erdélyi Zsuzsanna testvére és Erdélyi János költő unokája.

## Életpályája
1945–1950 között a Pázmány Péter Tudományegyetem Bölcsészettudományi Karának magyar-olasz szakos hallgatója volt. 1947–1948 között a Perugiai Római Egyetemen tanult. 1950–1956 között a Magyar Tudományos Akadémia Irodalomtörténeti Dokumentációs Központjának munkatársa volt. 1956–1989 között a Magyar Tudományos Akadémia Irodalomtudományi Intézetének munkatársa volt. 1965 óta a Helikon – Irodalomtudományi Szemle szerkesztő-bizottsági tagja. 1986–1988 között a Bécsi Egyetem vendégtanára volt. 1994-től a Pázmány Péter Katolikus Egyetem oktatója.
Kutatási területe a reformkori magyar irodalom és az összehasonlító irodalomtörténet.

## Családja
Szülei: Erdélyi Pál (1864–1936) könyvtáros, irodalomtörténész, egyetemi tanár és Remisovszky Hedvig voltak. 1950–1993 között Török Tamás rendező volt a férje. Két fiuk született; Török Ádám (1952) és Török Attila (1956).

## Művei
- Erdélyi János levelezése és művei (sajtó alá rendezte)
- Az Ifjú Magyarország és Kazinczy Gábor (1965)
- Irodalom és közönség a reformkorban (1970)
- Erdélyi János (1981) [3]
- Politikai restauráció és irodalmi újjászületés. Értékek és eszmények a reformkor hajnalán (1998)
- Pályák és pálmák (válogatott tanulmányok, 2008)
- Erdélyi János: Úti levelek, naplók, 1844–45; vál., szerk., bev. T. Erdélyi Ilona; Tarandus, Győr, 2012
- Erdélyi János, 1814–1868; Kalligram, Pozsony, 2015 (Magyarok emlékezete)
- "Nevem kiküzdém a homályból, s általadám maradékaimnak". Négy nemzedék a tudomány szolgálatában; Balatonfüred Városért Közalapítvány, Balatonfüred, 2020 (Tempevölgy könyvek)

## Díjai, kitüntetései
- Nagykapos díszpolgára (1994)[4]
- Eötvös József-koszorú (2001)
- Pázmány Péter-emlékérem (2002)[4]
- Gellér díszpolgára (2011)[5]
- A Magyar Köztársasági Érdemrend tisztikeresztje (2011)[6]
- Tarnai Andor-díj (2016)